# Willy Birkenmaier
Willy Birkenmaier (* 11. Oktober 1937 in Weingarten) ist ein deutscher Slawist (Russistik) und Hochschullehrer.

## Leben
Nach der Reifeprüfung in Ravensburg (1956) studierte Willy Birkenmaier vom Wintersemester 1956/57 bis 1963 Romanistik und Geschichte an den Universitäten in Freiburg/Br. und Tübingen. Dieses Studium schloss er 1963 mit dem Staatsexamen für das Lehramt an höheren Schulen ab. Von 1963 bis 1965 arbeitete er dann im Schuldienst des Landes Baden-Württemberg. Anschließend studierte er von 1965 bis 1967 Slawistik (Russistik) an der Eberhard-Karls-Universität Tübingen und legte auch für Russisch das Staatsexamen ab. Bei dem Slawisten Ludolf Müller promovierte er 1970. Von 1968 bis 1980 arbeitete er als wissenschaftlicher Mitarbeiter am Slavischen Seminar der Universität Tübingen und habilitierte sich hier. Bis zum Eintritt in den Ruhestand hatte er dann eine Professur für Russistik unter besonderer Berücksichtigung der Übersetzungswissenschaft an der Universität Heidelberg inne. 

## Schriften (Auswahl)
- Die Darstellung des Christentums im Werke Cechovs. Dissertation Universität Tübingen 1970/1971.
- Artikelfunktionen in einer artikellosen Sprache. Studien zur nominalen Determination im Russischen (= Forum Slavicum, Bd. 34). Fink, München 1979, ISBN 3-7705-1659-1 (Habilitationsschrift Universität Tübingen).
- (Hrsg.): Studies in descriptive Russian grammar (= Studies in descriptive linguistics, Bd. 8). Groos, Heidelberg 1983, ISBN 3-87276-246-X.
- Materialien zur kontrastiven Lexikologie (= Russica Palatina, Bd. 1). Institut für Übersetzen und Dolmetschen, Russ. Abt., Heidelberg 1983.
- Materialien zur Valenz bei Verbum und Nomen im Russischen (= Russica Palatina, Bd. 2). Institut für Übersetzen und Dolmetschen, Russ. Abt., Heidelberg 1984.
- Einführung in das vergleichende Studium des deutschen und russischen Wortschatzes. Francke, Tübingen 1987, ISBN 3-7720-1733-9.
- (mit Irene Mohl): Bibliographie zur russischen Fachsprache (= Forum für Fachsprachen-Forschung, Bd. 12). Narr, Tübingen 1990, ISBN 3-8233-4130-8.
- (mit Irne Mohl): Russisch als Fachsprache. Francke, Tübingen 1991, ISBN 3-7720-1767-3.
- (Hrsg.): Russische Stimmen aus Heidelberg. Zwei Bände (Russica Palatina, Bd. 19 und 20). Institut für Übersetzen und Dolmetschen, Russ. Abt., Heidelberg 1991–1992.
- (Hrsg.): Mandel'štam und sein Heidelberger Umfeld (= Russica Palatina, Bd. 21). Institut für Übersetzen und Dolmetschen, Russ. Abt., Heidelberg 1992.
- Das russische Heidelberg. Zur Geschichte der deutsch-russischen Beziehungen im 19. Jahrhundert. Verlag Das Wunderhorn, Heidelberg 1995, ISBN 3-88423-091-3.
- (Hrsg.): Biographisches Lexikon des russischen Heidelberg (= Russica Palatina, Bd. 27 und 38). Institut für Übersetzen und Dolmetschen, Russ. Abt., Heidelberg 1996/2002.
- Das russische Adjektiv. 2. Aufl. (= Russica Palatina, Bd. 4). Institut für Übersetzen und Dolmetschen, Russ. Abt., Heidelberg 1997.
- Russische Stereotypen in Sprache und Kultur (= Russica Palatina, Bd. 29). Institut für Übersetzen und Dolmetschen, Russ. Abt., Heidelberg 1998.
- (Hrsg.): Heidelberg im Schnittpunkt russischer Lebensläufe (= Russica Palatina, Bd. 33). Institut für Übersetzen und Dolmetschen, Russ. Abt., Heidelberg 1999.
- Als die Russen über die Alpen kamen. Der Marsch Suworows durch Süddeutschland im Jahre 1799 (= Schriftenreihe Studien zur Geschichtsforschung der Neuzeit, Bd. 15). Kovač, Hamburg 1999, ISBN 3-86064-968-X.
- (Hrsg.): Heidelberger Professoren in russischer Sicht. Dokumente aus der Zeit um 1900 (= Russica Palatina, Bd. 34). Institut für Übersetzen und Dolmetschen, Russ. Abt., Heidelberg 2000, ISBN 3-00-007192-X.
- Jüdische Kritik an der Entstehung des Staates Israel. Zur Erinnerung an Isaak Steinberg aus Dünaburg (1888–1957). In: Judaica. Beiträge zum Verstehen des Judentums, Bd. 64 (2008), S. 54–69.
- Evian, Santo Domingo und die jüdische Frage. Über die Rivalität zwischen Territorialismus und Zionismus. In: Judaica. Beiträge zum Verstehen des Judentums, Bd. 68 (2012), S. 46–60.